# Arrondissement di Perpignano
L'arrondissement di Perpignano è un arrondissement dipartimentale della Francia situato nel dipartimento dei Pirenei Orientali, nella regione dell'Occitania.

## Storia
Fu creato nel 1800, sulla base dei preesistenti distretti.

## Composizione
L'arrondissement è composto da 86 comuni raggruppati in 20 cantoni:
- cantone di Canet-en-Roussillon
- cantone di La Côte Radieuse
- cantone di Elne
- cantone di Latour-de-France
- cantone di Millas
- cantoni di Perpignano, da 1 a 9
- cantone di Rivesaltes
- cantone di Saint-Estève
- cantone di Saint-Laurent-de-la-Salanque
- cantone di Saint-Paul-de-Fenouillet
- cantone di Thuir
- cantone di Toulouges